# Louis Monboucher
Louis Monboucher (né le 4 février 1921 à Labouheyre dans les Landes, et mort le 28 juillet 1987 est un joueur français de football qui évoluait au poste de défenseur.

## Biographie
Défenseur latéral droit, Monboucher débute sous la tunique des Girondins de Bordeaux avec l'équipe amateure. Enchaînant les bonnes prestations, il se voit offrir un contrat professionnel à l'âge de 25 ans, et dispute quelques rencontres sous les rênes de l'entraîneur bordelais Maurice Bunyan.
Il joue des matchs en pro jusqu'en 1949 et quitte définitivement le club en 1954.

## Palmarès
Girondins de Bordeaux
- Championnat de France D2 :
  - Vice-champion : 1948-49.